# Uorsar Rupes
Uorsar Rupes is een steile klif op de planeet Venus. Uorsar Rupes werd in 1985 genoemd naar Uorsar, godin van de haard in de cultuur van de Adygeeërs.
De helling heeft een lengte van 820 kilometer en bevindt zich in het quadrangle Snegurochka Planitia (V-1).